# Metal Gear (arma)
Metal Gear é um robô fictício da série de jogos eletrônicos Metal Gear. Embora cada jogo da série possua um novo Metal Gear com um papel diferente, os seus tipos/funções são geralmente os mesmos: plataformas nucleares autônomas capazes de andar. Freqüentemente (mas não sempre), enfrentar o último modelo do Metal Gear é um dos últimos desafios de cada jogo.

## Conceito e criação
De acordo com Hideo Kojima, a ideia da arma "Metal Gear" foi concebida em resposta à histeria da guerra nuclear durante os anos 50, que resultaram na Guerra Fria, quando a força militar estadunidense não possuía um sistema de entrega de armas nucleares na época.

## Modelos na série principal

### TX-55 Metal Gear
O modelo no primeiro Metal Gear é designado como "TX-55 Metal Gear" no manual da versão para MSX2, porém (para facilitar a compreensão), ele é simplesmente referido como "Metal Gear" no jogo. Nenhum significado em particular é dado a este codinome. Os andróides Bloody Brad/Arnold, outras criações do Dr. Pettrovich no jogo, são designados TX-11.

### Metal Gear D
O Metal Gear D em Metal Gear 2: Solid Snake é a forma final daquele apresentado no primeiro jogo, o qual é revelado ser somente um protótipo. Metal Gear D é equipado com uma M61 Vulcan e um lança-mísseis de seis disparos. Ele é pilotado por Gray Fox no jogo e só pode ser destruído pelo jogador através de granadas jogadas sobre seus pés.

### Metal Gear REX
Metal Gear REX (desenhado por Yoji Shinkawa) é um modelo que aparece em Metal Gear Solid. REX difere de seu antecessor no ponto em que suas pernas são reforçadas, sendo não vulneráveis como a de seus antecessores. O MGREX possui uma armadura quase impenetrável, um par de canhões Vulcan 30 mm, mísseis antitanques e um laser de elétrons livres, para proteger-se de forças convencionais. A sua arma primária, contudo, é um "railgun" magnético capaz de lançar um míssil a qualquer ponto do mundo sem os vestígios propelantes ou a combustão de lançamento que dá a posição de lançamento de um míssil balístico comum, vale destacar também que tal míssil não pode ser detectado por radares. Devido ao fato de ser selado, possuir um cockpit para uma pessoa e sua densa armadura, seus sensores são concentrados num radome no lado esquerdo de seu "corpo"; este radome é muito vulnerável a ataques e destruí-lo completamente irá cegar os radares do REX, forçando o piloto a abrir cockpit. Neste estado, o REX fica completamente vulnerável, já que seus controles podem ser danificados mais facilmente (no jogo, Otacon fala que este detalhe foi intencional, completando que nada pode ficar completo sem um "defeito de personalidade").

### Metal Gear RAY
Metal Gear RAY (também desenhado por Yoji Shinkawa), é primeiramente visto como um ovo de páscoa (virtual) em Metal Gear Solid: VR Missions e completamente introduzido em Metal Gear Solid 2: Sons of Liberty. Ele possui duas variantes: uma versão protótipa que precisa ser controlada por alguém, produzida para combater derivados do Metal Gear REX, e uma versão autônoma, desenvolvida para defender o Arsenal Gear.
e as copias autônomas só podem ser destruídas por um vírus que você consegue com a Emma.

### Arsenal Gear
Arsenal Gear (Metal Gear Solid 2: Sons of Liberty) é uma fortaleza móvel e submersível desenvolvida pelos Patriots (secretamente), mas foi produzido pela marinha americana. Ele possui a habilidade de monitorar, bloquear e adulterar comunicações através da internet para atingir os objetivos dos Patriots (ou de quem o controlar). Ele é uma metáfora para a mudança da guerra nuclear nas últimas décadas do século XX, de guerra nuclear à guerra de culturas, informações e espionagem.

### Shagohod
O Shagohod (em russo Шагоход, "step-walker", ocasionalmente referido em inglês como "The Treading Behemoth") que aparece em Metal Gear Solid 3: Snake Eater, não é verdadeiramente um Metal Gear (sendo um design paralelo), mas possui um design e papel semelhantes. Ao invés de ser um robô bípede, ele é um "tanque não convencional", armado com um lançador de mísseis balísticos de médio alcance que pode propulsionar a alcançes intercontinentais. Semelhante às numerosas variantes de Metal Gear, ele pode ser pilotado por uma única pessoa, apesar de possuir um lugar para um co-piloto.

### ICBMG e RAXA
O Intercontinental Ballistic Metal Gear, ou ICBMG como é referido, é o robô de Metal Gear Solid: Portable Ops. Na cronologia da série, o ICBMG é o primeiro protótipo de Metal Gear construído, precedindo o TX-55 do primeiro jogo. Big Boss enfrenta dois modelos no jogo. O primeiro na verdade é um modelo não-nuclear equipado para testes chamado Metal Gear RAXA, o qual o jogador enfrenta como um chefe do jogo. O modelo atual aparece anexo à ogiva nuclear no final do jogo, o qual Big Boss o destrói numa cena com a ajuda de seus aliados russos.

### Gekko
Gekko (月光, Gekkō, de significado "luz da lua") é o mais novo MG que aparece em Metal Gear Solid 4: Guns of the Patriots. O Gekko é uma unidade bípede que não é controlada por soldados, produzida em massa pela corporação ArmsTech e designado como "Irving" pela força militar americana; vem do codinome do motor duplo da aeronave de combate noturno Nakajima J1N "Gekko", da Segunda Guerra.

### Metal Gear Mk. II e Mk. III
Um companheiro robótico de Snake chamado Metal Gear Mk II aparece em Metal Gear Solid 4: Guns of the Patriots. Este Metal Gear é semelhante (apesar de um pouco mais angular em sua aparência e usar uma tela OLED) à versão Snatcher (veja mais abaixo) e é controlado por Otacon, que o usa para dar apoio a Solid Snake. O Mk. II também pode ser usado no reconhecimento, (ele usa uma camuflagem stealth), e descarregar choques em inimigos, deixando-os inconscientes. Após a missão Eastern Europe, o Mk. II é destruído por Vamp e substituído pelo Metal Gear Mk. III, que acompanha Snake nas missões Shadow Moses e Outer Haven. O Mk. III possui o mesmo corpo que o Mk. II, mas com um exterior avermelhado, e tem as mesmas funções que seu antecessor.

### Outer Haven
O Outer Haven em Metal Gear Solid 4: Guns of the Patriots é uma arca submersível manipulada por Liquid Ocelot, baseado no protótipo roubado do Arsenal Gear. A arca traz uma escultura semelhante ao Monte Rushmore com as faces de Solidus, Solid, Liquid e Big Boss (alguns se referem a isto como o "Mt. Snakemore"). Quando foi exposto, Haven mostrou ser o mesmo Arsenal Gear de MGS2, contendo a IA do GW reconstruída.

### Metal Gear Sahelanthropus
O Sahelanthropus foi desenvolvido, durante a década de 1980, pelo cientista e especialista em Inteligências artificiais, Dr. Huey Emmerich e utilizado pela XOF. Sua principal característica era a capacidade de levantar e caminhar na posição vertical, e seu nome foi derivado de uma espécie de hominídeos extintos, Sahelanthropus. Controlado remotamente por Eli (Liquid Snake) graças aos poderes psíquicos de Tretij Rebenok (A terceira criança ou ainda Psycho Mantis) e derrotado por Venom Snake em sua única aparição em Metal Gear Solid V: The Phantom Pain.

## Modelos em outros jogos
Estes modelos não fazem parte da série principal da cronologia Metal Gear, ora por participarem somente de jogos não-canônicos (Snake's Revenge, Metal Gear: Ghost Babel e Metal Gear Acid) ora por participarem de jogos que não fazem parte em nenhum aspecto da série (Snatcher).

### Metal Gear Mk. II (Snatcher)
O Metal Gear Mk. II em Snatcher é o parceiro robótico do protagonista do jogo, Gillian Seed, um agente da JUNKER. Ele é o navegador construído pelo engenheiro da JUNKER, Harry Benson, para auxiliar Gillian e facilitar as suas investigações. Ele é equipado com um analisador forense, como também com um videofone que Gillian usa para comunicar-se com a sua esposa e com outros personagens.

### Metal Gear 2
O Metal Gear 2 de Snake's Revenge é o sucessor de Metal Gear no jogo. Suas especificações nunca foram reveladas no jogo, apesar de ter sido descrito como "sete vezes mais poderoso que Metal Gear 1" por um dos prisioneiros que Snake resgata. Nas cenas finais do jogo, Metal Gear 2 é ativado e inicia uma contagem regressiva, anunciando uma série de mísseis nucleares ao redor do mundo, começando com Nova Iorque, Tóquio e Moscou.

### Metal Gear GANDER
O modelo de Metal Gear em Metal Gear: Ghost Babel é Metal Gear GANDER, o resultado do "Project Babel" ("Projeto Babel") do Exército dos Estados Unidos, após o governo estadunidense ter recolhido os dados do primeiro protótipo em Outer Heaven. Ele é roubado pela Liberation Ginda Front e levado a fortaleza deles de Galuade (o antes Outer Heaven).

### Metal Gear KODOQUE
Metal Gear KODOQUE é o modelo de Metal Gear que aparece em Metal Gear Ac!d. Seu nome é derivado da palavra japonesa "Kodoku" ou "Isolação". Sendo um dos maiores modelos de Metal Gear, Kodoque possui duas placas semelhantes a armaduras em cada braço, que vêm equipados com um controle remoto para lançamento de mísseis. Existem quatro espaços para mísseis em cada braço, permitindo o Metal Gear de lançar um ataque de oito mísseis no total ao mesmo tempo.

### Chaioth Ha Qadesh
Chaioth Ha Qadesh é o Metal Gear que aparece em Metal Gear Ac!d². O nome Chaioth Ha Qadesh é derivado do Keter, a um alto nível no Kabbalah, um "galho" místico do judaísmo.